# Балашиха (футбольный клуб)
«Балаши́ха» — российский футбольный клуб из одноимённого города. В сезоне 2022/23 клуб имел профессиональный статус и играл во Второй лиге.

## История
Команда с одноимённым городу названием появилась в 1999 году, базировалась на стадионе «Труд». В 2000 году приняла участие в Первенстве России среди КФК в зоне «Московская область» в группе «Б». В последующие годы продолжила выступать в соревнованиях любительских команд Подмосковья.
ФК «Балашиха» ведёт свою историю с 2008 года, когда на базе Военно-технического университета в микрорайоне Южный была образована футбольная команда ВТУ. В том же году она выиграла зональный турнир первенства Московской области во второй группе, в сезоне-2011/12 — в первой.
После реорганизации Военно-технического университета, после сезона 2015 года, она объединилась с командой СДЮШОР «Балашиха-ФХК» футбольно-хоккейного клуба «Балашиха» и стала называться СДЮШОР «Балашиха», затем — СШОР «Балашиха».
В сезоне 2018 года команда СШОР «Балашиха» (главный тренер — Владимир Сельдяков) стала победительницей зонального турнира первенства области, после чего на её базе был создан ФК «Балашиха».
В 2019 и 2020 годах клуб принимал участие в Лиге «Б» первенства Московской области в рамках первенства России (III дивизион) среди ЛФК. В сезоне 2019 года в своей зоне занял 3-е место, выиграв затем стыковые матчи за общее 5-е место. В 2020 году занял 2-е место в своей зоне, а в финале четырёх одержал победу.
В сезоне 2021 года команда под руководством главного тренера Дмитрия Зайцева выиграла чемпионат Московской области в Лиге «А», тем самым получив право на переход в ФНЛ-2, а также завоевала Кубок Лиги (для команд лиг «А» и «Б») и стала бронзовым призёром Кубка Федерации футбола МО (турнир памяти В. А. Ефремова). На всероссийском финальном турнире III дивизиона, проходившем в ноябре в Сочи, заняла 4-е место.
23 мая 2022 года клуб прошёл процедуру лицензирования в РФС на выступление в первенстве Второго дивизиона Футбольной национальной лиги сезона 2022/23, 9 июня РФС официально опубликовал список получивших лицензию клубов. До этого на уровне чемпионатов страны участвовала лишь одна команда из Балашихи: в 1967—1970 годах в Классе «Б» чемпионата СССР играла команда «Машиностроитель», представлявшая Балашихинский литейно-механический завод.
Во Второй лиге домашние матчи команда проводила в Ногинске и Орехово-Зуеве. Команда начала сезон под руководством Михаила Попова, в сентябре 2022 года главным тренером стал Василий Рожнов. С 13 апреля 2023 года — главный тренер Виталий Сафронов.
Вторая команда (фарм-клуб) «Балашиха-2» в 2021 году выиграла зональный турнир первенства Московской области в Лиге «В», в 2022 году заняла 2-е место, в 2023 году — 5-е место.
В 2024 году команда «Балашиха» находится среди участников зонального турнира лиги «В» первенства Московской области.